# Hallenkwartier

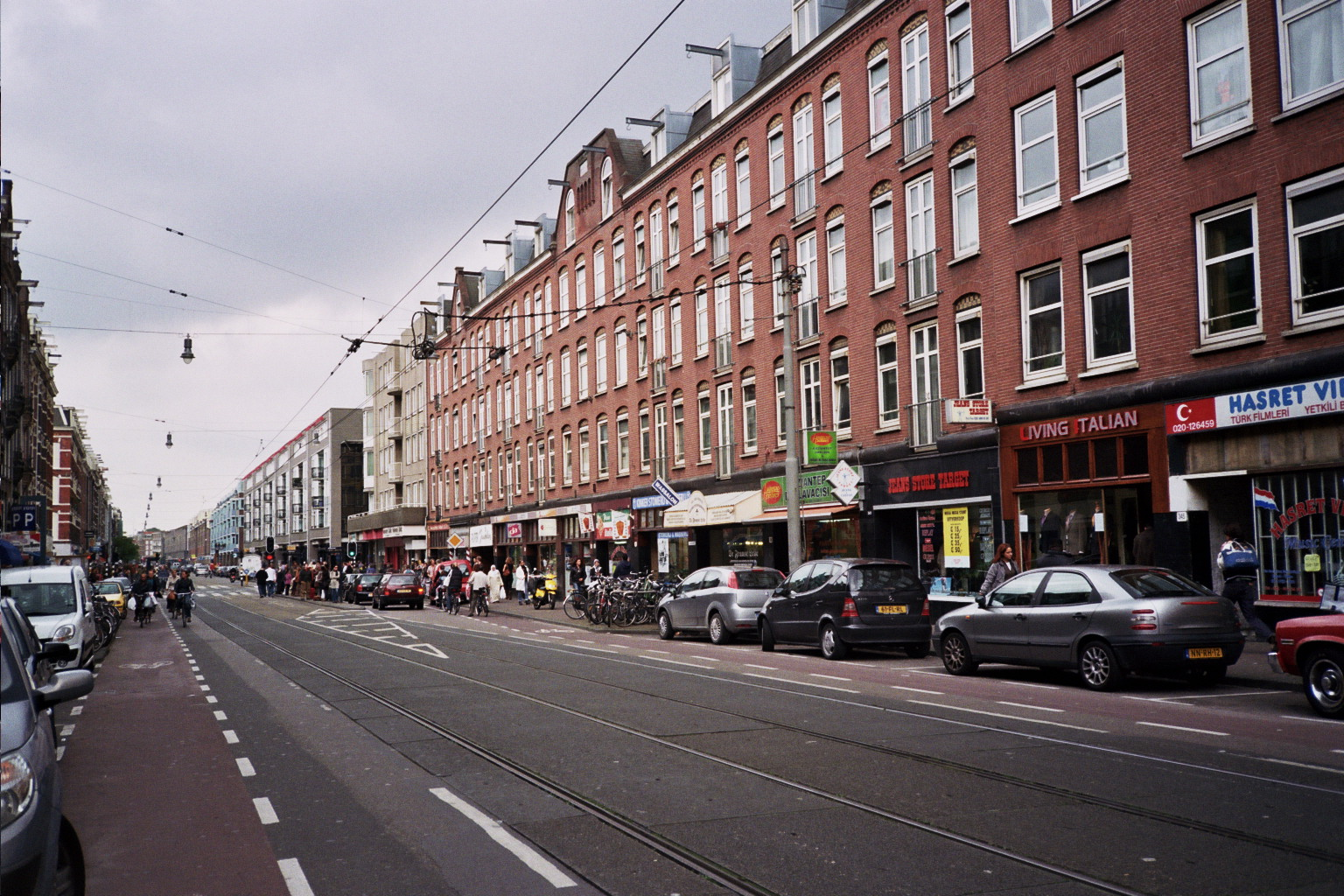
De Kinkerstraat is de belangrijkste winkelstraat van het 'Hallenkwartier'.

Met het Hallenkwartier in Amsterdam-West wordt sinds 2015 de (winkel)buurt aangeduid rond het in 2014 geopende complex De Hallen.
Deze wijk valt samen met het grondgebied van het vroegere stadsdeel Oud-West (1990-2010). Hierin liggen een aantal belangrijke winkelstraten, die zich nu samen profileren als het 'Hallenkwartier'.
Het betreft: de De Clercqstraat, Bilderdijkstraat, Ten Katestraat (Ten Katemarkt), Kinkerstraat, Jan Pieter Heijestraat, Eerste Constantijn Huygensstraat en Overtoom.